# Vao, Järvamaa
Vao är en ort i Estland. Den ligger i Koeru kommun och landskapet Järvamaa, i den centrala delen av landet, 90 km sydost om huvudstaden Tallinn. Vao ligger 90 meter över havet och antalet invånare är 223.
Terrängen runt Vao är mycket platt, och sluttar söderut. Runt Vao är det glesbefolkat, med 9 invånare per kvadratkilometer. Närmaste större samhälle är Koeru, 3,8 km nordost om Vao. I omgivningarna runt Vao växer i huvudsak blandskog.